# Chrysogorgia axillaris
Chrysogorgia axillaris är en korallart som först beskrevs av Wright och Studer 1889.  Chrysogorgia axillaris ingår i släktet Chrysogorgia och familjen Chrysogorgiidae. Inga underarter finns listade i Catalogue of Life.